# Barleria courtallica
Barleria courtallica es una especie de planta con flores del género Barleria, familia Acanthaceae.

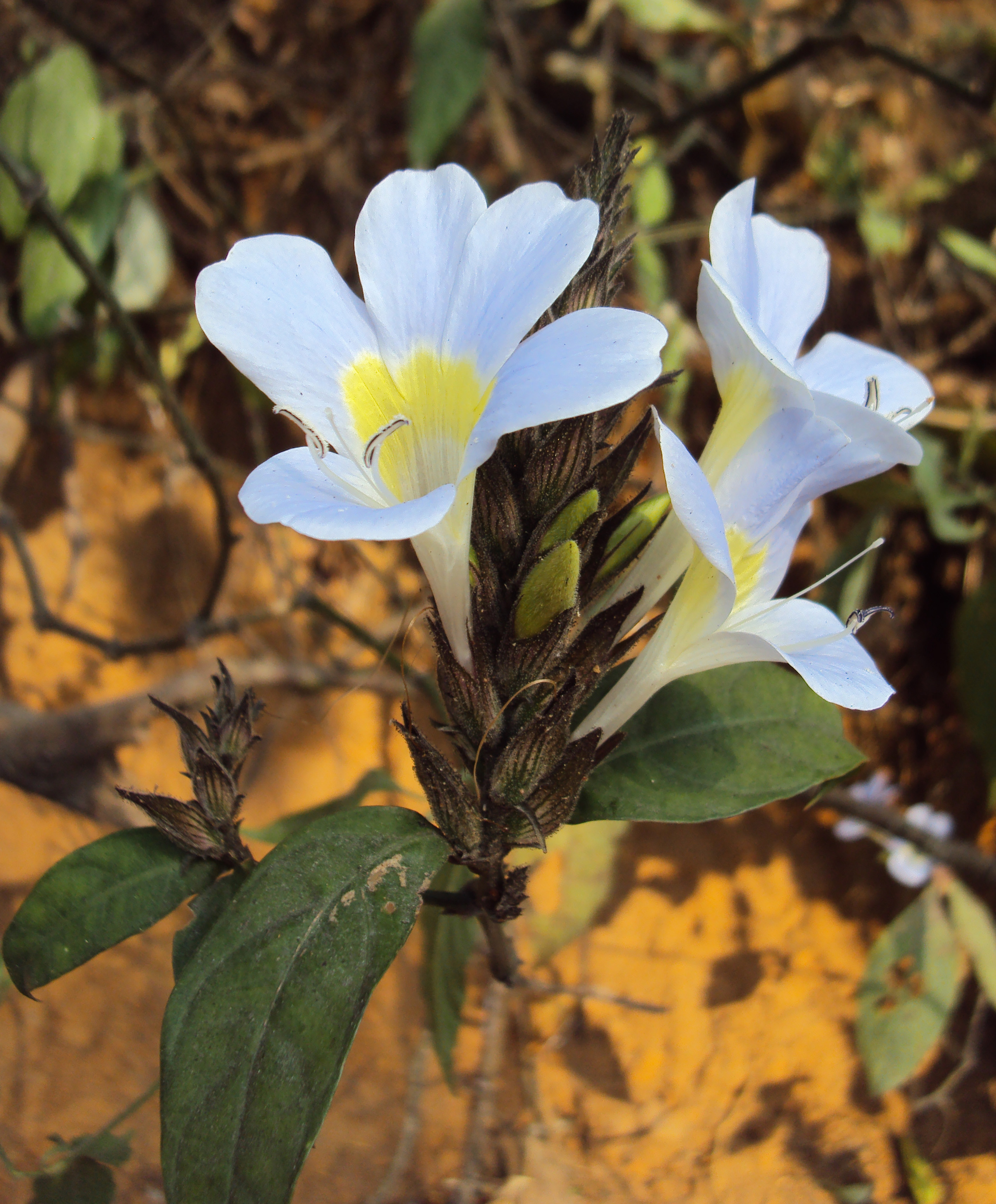
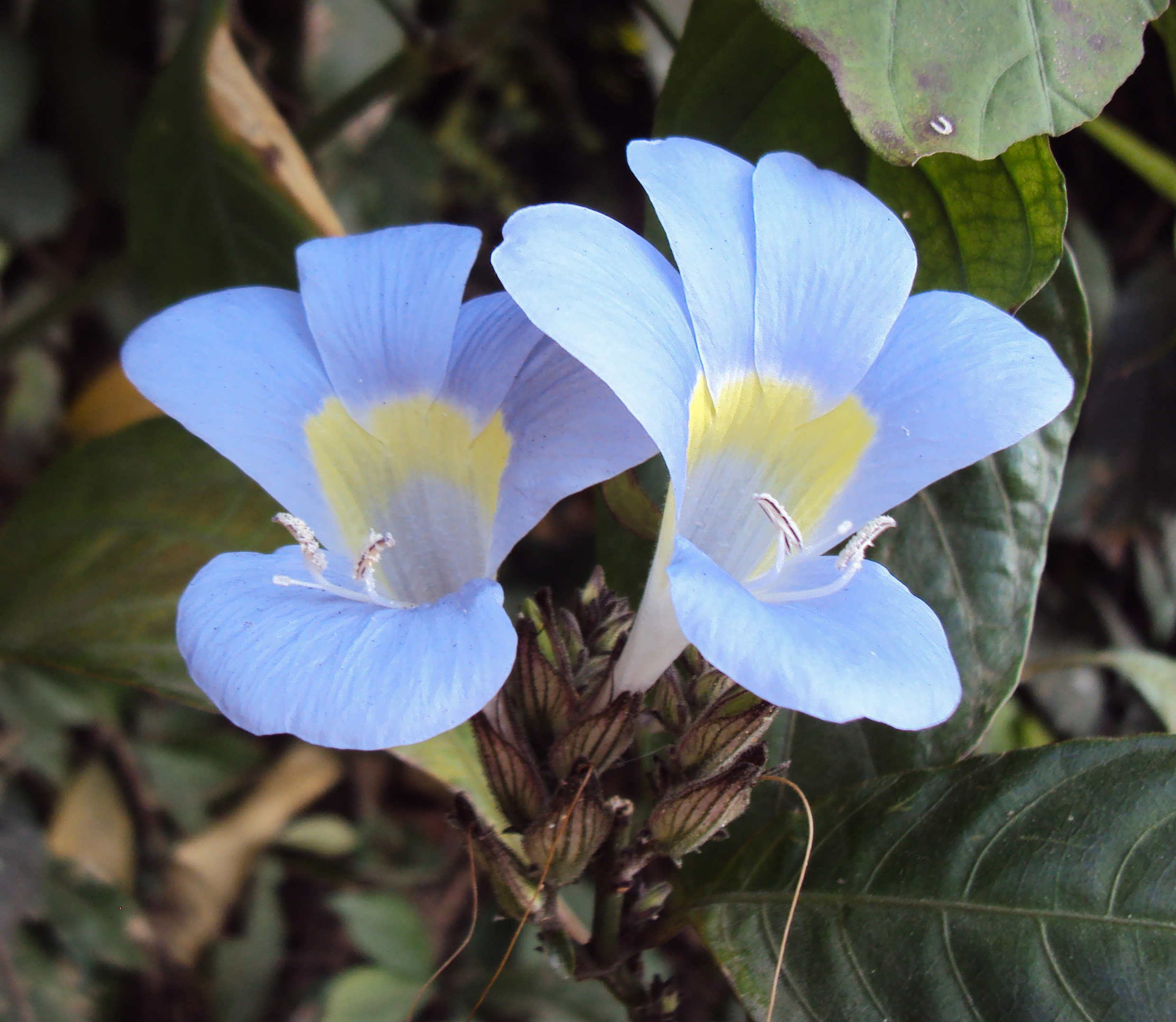
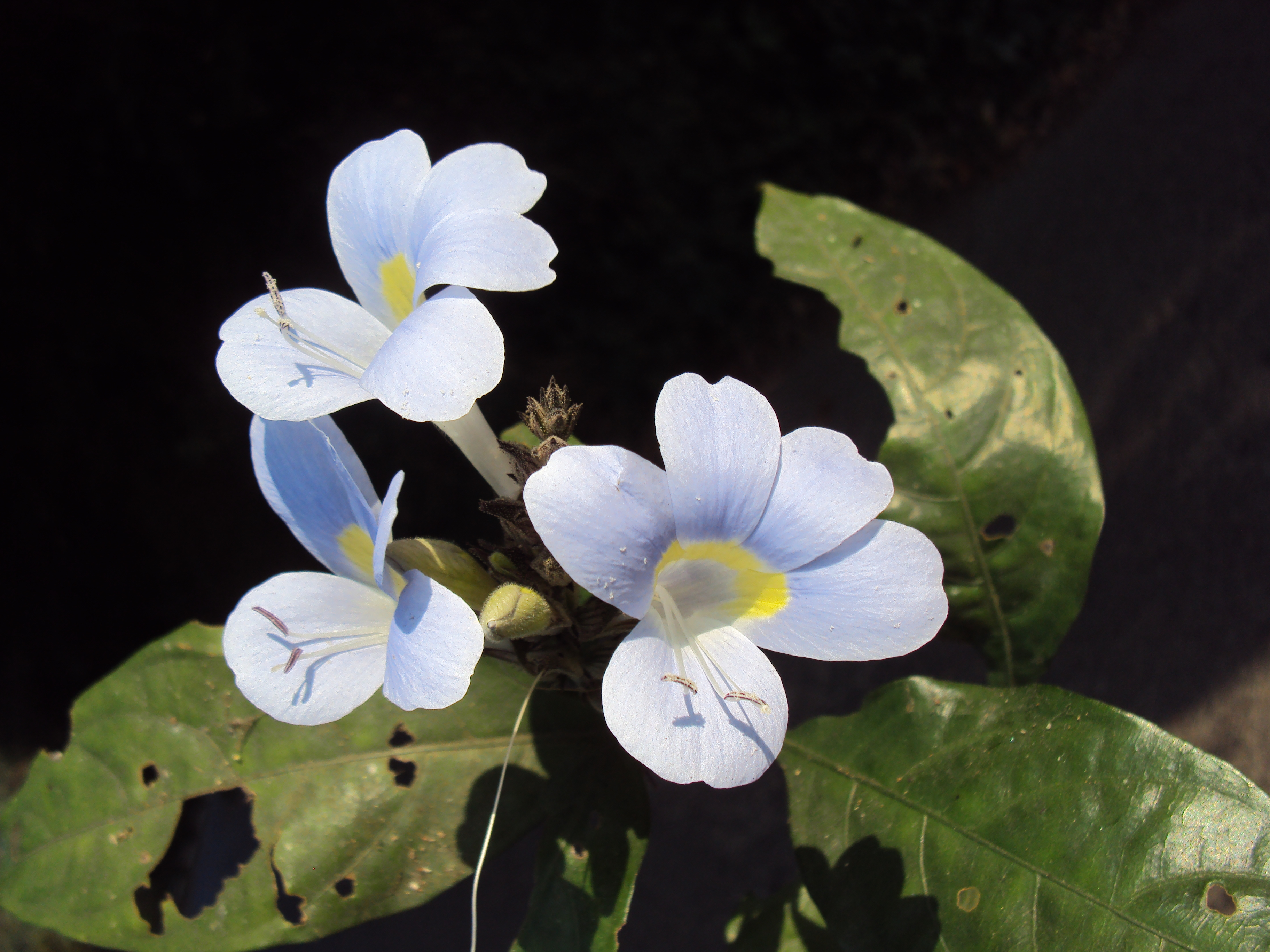
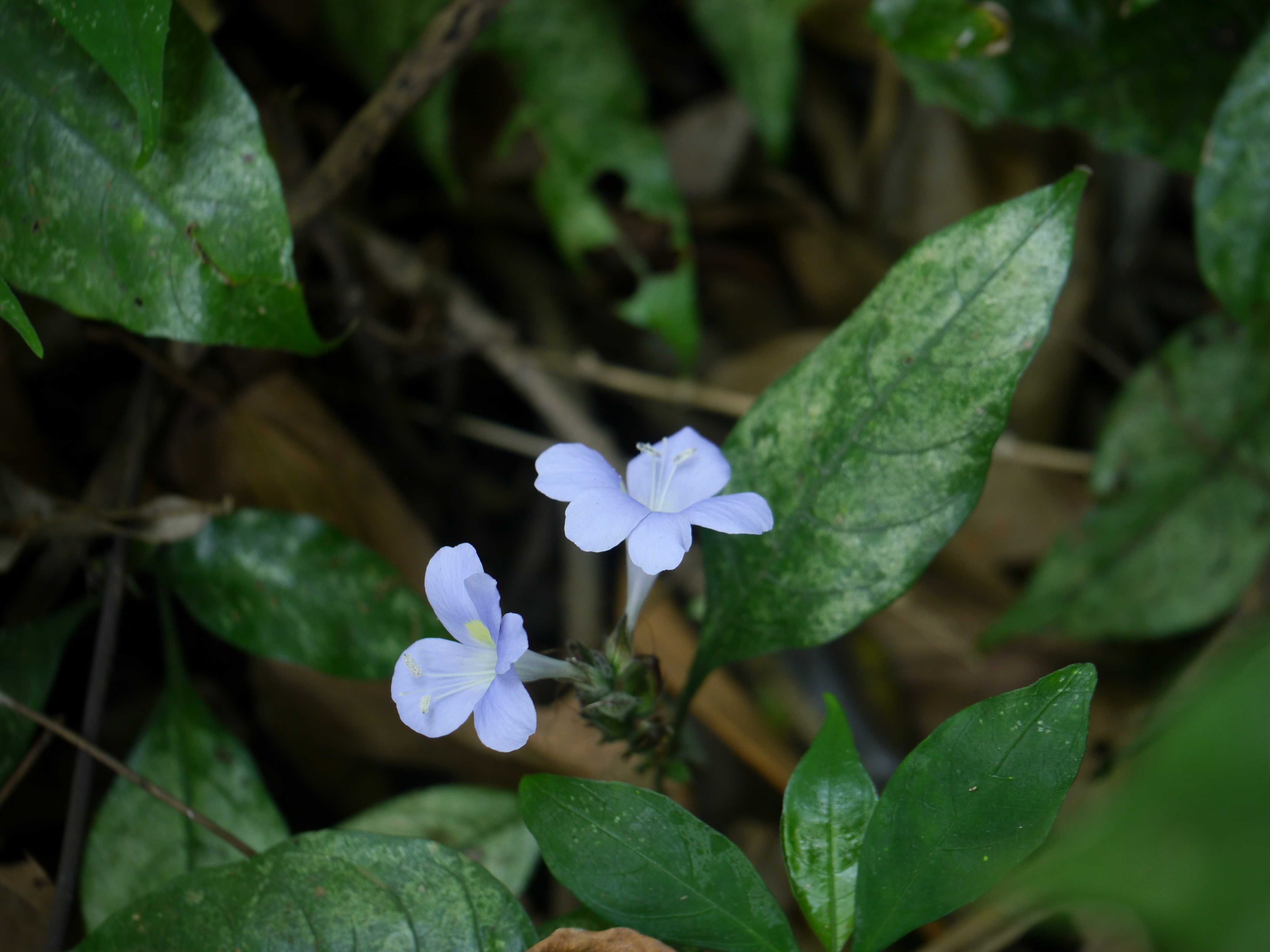

Es nativa de India y Sri Lanka.